# Отто Денгофф
Отто Денгофф (*Otto Denhoff, 1554 — 1609) — військовий діяч, урядник Речі Посполитої.

## Життєпис
Походив з німецького лівонського шляхетського роду Денгоффів власного гербу. Четвертий син Германа Денгоффа, старости дурбенського, і Анни Йоден. замолоду був пажем Альбрехт-Фрідріха, герцога Пруссії. Потім деякий час подорожував Німеччиною, Нідерландами та австрійською Угорщиною, де здобув військовий досвід.
По поверненню до Польщі долучився до партії канцлера Яна Замойського. Відзначився у Лівонській війні, за що від короля Стефана Баторія отримав маєтності в Південній Естляндії. Брав участь у битві під Бичиною 1588 року проти австрійського ерцгерцога Максиміліана Габсбурга. Підтримував кандидатуру Сигізмунда Вази.
У 1597 році від Пернавського воєводства обирається на сейм, де захищав інтереси німецько-лівонської шляхти. Брав участь у першої польсько-шведської війни у 1600 році. Спочатку очолив посполите рушення Перновського воєводства. З 1601 року керував німецькими рейтарами. Відзначився у битві під Кокенгаузеном в 1601 році.
У 1602—1605 роках брав участь у бойових діях, зокрема обороні Риги, під орудою Яна Кароля Ходкевича. У 1603 році отримав адзельське староство в Іфляндському воєводстві (сучасна Гауїєнський повіт Латвії). Помер у 1609 році.

## Родина
Дружина — Урсула фон Бер
Діти:
- Теодор (д/н—1654), воєвода дерптський
- Отто (д/н—1625), староста адзельський
- Генрик (д/н—після 1626), королівський секретар